# Love Hina
Love Hina (jap. ラブひな Rabu Hina) – manga autorstwa Kena Akamatsu z gatunku komedii romantycznej. Była najpierw wydawana w formie pojedynczych rozdziałów od 21 października 1998 do 31 października 2001 roku w magazynie „Shūkan Shōnen Magazine” wydawnictwa Kōdansha. Później seria została wydana w postaci czternastu tomów przez to samo wydawnictwo. Opowiada o Keitarze Urashimie, który umówił się z pewną dziewczyną z dzieciństwa, iż oboje zdadzą do Uniwersytetu Tokijskiego. W Polsce seria została licencjonowana przez polskie wydawnictwo mangowe Waneko.
Od 19 kwietnia 2000 do 27 września tego samego roku emitowane było 24-odcinkowe anime produkcji Xebec. Po emisji stworzono trzy odcinek specjalne (świąteczny oraz tzw. „wiosenny”, które pojawiły się w telewizji oraz „Final Decision”, który pojawił się tylko w wersji na DVD) oraz trzy-odcinkową serię OVA „Love Hina Again”.

## Opis fabuły
Keitaro jest studentem chcącym dostać się na japoński Uniwersytet Tokijski. Niestety kilkakrotnie oblewa egzaminy wstępne, a rodzice nie chcą go już wspierać. Zdesperowany jedzie do lokalu swojej babci, który później okazuje się być przemieniony na pensjonat dla dziewcząt. Mieszkanki lokalu nie godzą się, żeby chłopak mieszkał z nimi, więc bohater okłamuje je, mówiąc że jest studentem Uniwersytetu Tokijskiego, po czym zmieniają zdanie. Lecz później dochodzi do zamieszania i wychodzą na jaw ukryte przez głównego bohatera tajemnice.

## Bohaterowie
- Keitarō Urashima (jap. 浦島景太郎 Urashima Keitarō)

Seiyū: Yūji Ueda 
- Naru Narusegawa (jap. 成瀬川なる Narusegawa Naru)

Seiyū: Yui Horie 
- Mitsune Konno (jap. 紺野みつね Konno Mitsune)

Seiyū: Junko Noda 
- Shinobu Maehara (jap. 前原しのぶ Maehara Shinobu)

Seiyū: Masayo Kurata 
- Motoko Aoyama (jap. 青山素子 Aoyama Motoko)

Seiyū: Yū Asakawa 
- Kaolla Su (jap. カオラ・スゥ)

Seiyū: Reiko Takagi 
- Haruka Urashima (jap. 浦島はるか Urashima Haruka)

Seiyū: Megumi Hayashibara 
- Mutsumi Otohime (jap. 乙姫むつみ Otohime Mutsumi)

Seiyū: Satsuki Yukino 
- Hina Urashima (jap. 浦島ひな Urashima Hina)

Seiyū: Masako Nozawa 

## Anime
Reżyserem serii jest Yoshiaki Iwasaki, za kompozycję serii odpowiada Shō Aikawa, a za projekt postaci Makoto Uno.
Seria była emitowana na kanale TV Tokyo od 19 kwietnia 2000 do 27 września 2000. Seria składa się z 27 odcinków, w tym 24 odcinki wyemitowane w telewizji jako seria, jeden niewyemitowany, a także dwa odcinki specjalne, wyemitowane już po zakończeniu głównej serii.
| N/o | Tytuł odcinka                                                                                     | Premiera         |
| --- | ------------------------------------------------------------------------------------------------- | ---------------- |
| 1   | Rotenburo-tsuki no joshi ryō onsen na (露天風呂つきの女子寮 温泉な)                               | 19 kwietnia 2000 |
| 2   | Hinatasō no shin jūnin Shinobu yajirushi na (ひなた荘の新住人しのぶ 矢印な)                       | 26 kwietnia 2000 |
| 3   | Koisuru!? Kendō musume kengeki na (恋する!?ケンドー娘 剣劇な)                                     | 3 maja 2000      |
| 4   | Tōdai no yakusoku wa 15-nen mae nikki na (東大の約束は15年前 日記な)                              | 10 maja 2000     |
| 5   | Kyū sekkin! Kyōto futari tabi dokidoki harahara na (急接近!京都二人旅 ドキドキハラハラな)         | 17 maja 2000     |
| 6   | Keitarō, hatsu kisu? No aite tabiji na (景太郎、初キス?の相手 旅路な)                             | 24 maja 2000     |
| 7   | Hatsu dēto, keitarō no shita go koro imadoki na (初デート、景太郎のしたごころ いまどきな)         | 31 maja 2000     |
| 8   | Kendō musume no ryūgū densetsu yume ka na (ケンドー娘の竜宮伝説 夢かな)                           | 7 czerwca 2000   |
| 9   | Hinatasō misshitsu genkin gōdatsu jiken misuteri na (ひなた荘密室現金強奪事件 ミステリな)         | 14 czerwca 2000  |
| 10  | Tsukiyo ni samayō bijo no shōtai wa? Henshin na (月夜にさまよう美女の正体は? 変身な)              | 21 czerwca 2000  |
| 11  | Mezase Tōdaisei aidoru wa yobikō-sei utau na (目指せ東大生アイドルは予備校生 歌うな)              | 28 czerwca 2000  |
| 12  | Oironaoshi? Kengō Motoko no haregi sugata on'na no ko na (お色直し?剣豪モトコの晴れ着姿 女の子な) | 4 lipca 2000     |
| 13  | Hatsu kisu no aji wa remon? Mashumaro? Otona (初キスの味はレモン?マシュマロ? おとな)              | 11 lipca 2000    |
| 14  | Saikai? Naru akogareno hito wa ima Tōdai kōshi rabu e na (再会?なる憧れの人は今東大講師 ラブへな) | 18 lipca 2000    |
| 15  | Suki! Dōkutsu no naka no raburabu sengen hora ana (好き!洞くつの中のラブラブ宣言 ほらあな)        | 25 lipca 2000    |
| 16  | Uminoya hama chaka hinata no saru shibai-chū ka na (海の家・浜茶家ひなたのサル芝居 チュウかな)    | 1 sierpnia 2000  |
| 17  | Umi... naru ni doki! Yōkai ni kura ayashī na (海…なるにドキッ!妖怪にクラッ 妖しいな)              | 8 sierpnia 2000  |
| 18  | Sorezore no yukata no Kimi to natsu matsuri hona (それぞれの浴衣のきみと夏祭り ほな)              | 15 sierpnia 2000 |
| 19  | Tamanokoshi? Umi no mukou no kōtaishi atataka na (玉の輿?海のむこうの皇太子 暖かな)               | 22 sierpnia 2000 |
| 20  | Nemuri no shōjo to sepia-iro no yakusoku karakuri na (眠りの少女とセピア色の約束 カラクリな)      | 29 sierpnia 2000 |
| 21  | Shitto bakuhatsu!? Bōto-jō no o atsui futari wanawana (嫉妬爆発!?ボート上のお熱い二人 わなわな)   | 5 września 2000  |
| 22  | Imōto mei no takurami, misshitsu dai sakusen son'na (妹メイのたくらみ、密室大作戦 そんな)         | 12 września 2000 |
| 23  | Narusegawa naru, yureru on'nagokoro to keitarō konagona (成瀬川なる、揺れる女心と景太郎 こなごな) | 19 września 2000 |
| 24  | Iwai! Sakura Saku no wa Tōdai? Koi? Min'na (祝!サクラサクのは東大?恋? みんな)                     | 27 września 2000 |
| 25  | Soshi no sentaku, koi ka ken... nakuna (素子のセンタク、恋か剣... 泣くな)                         | niewyemitowany   |

### Odcinki specjalne
Wyprodukowano także dwa specjalne odcinki telewizyjne, które miały swoją premierę na TV Tokyo.
| N/o | Tytuł odcinka | Premiera        |
| --- | --- | --------------- |
| 1   | Love Hina Christmas Special - Silent Eve Rabu hina kurisumasu supesharu ~ Sairento Ibu ~ (ラブひな クリスマススペシャル〜サイレント·イヴ〜)                  | 24 grudnia 2000 |
| 2   | Love Hina Haru Special - Kimi sakurachiru nakare!! Rabu hina haru supesharu ~ kimi sakurachiru nakare!! ~ (ラブひな 春スペシャル 〜キミサクラチルナカレ!!〜) | 1 kwietnia 2001 |

### OVA
Wyprodukowano także trzyodcinkową serię OVA, zatytułowaną Love Hina Again (jap. ラブひな　Again).
| N/o | Tytuł odcinka    | Premiera         |
| --- | ---------------- | ---------------- |
| 1   | Kanako (可奈子)  | 26 stycznia 2002 |
| 2   | Keitarō (景太郎) | 28 lutego 2002   |
| 3   | Naru (なる)      | 27 marca 2002    |